# Andrea da Murano

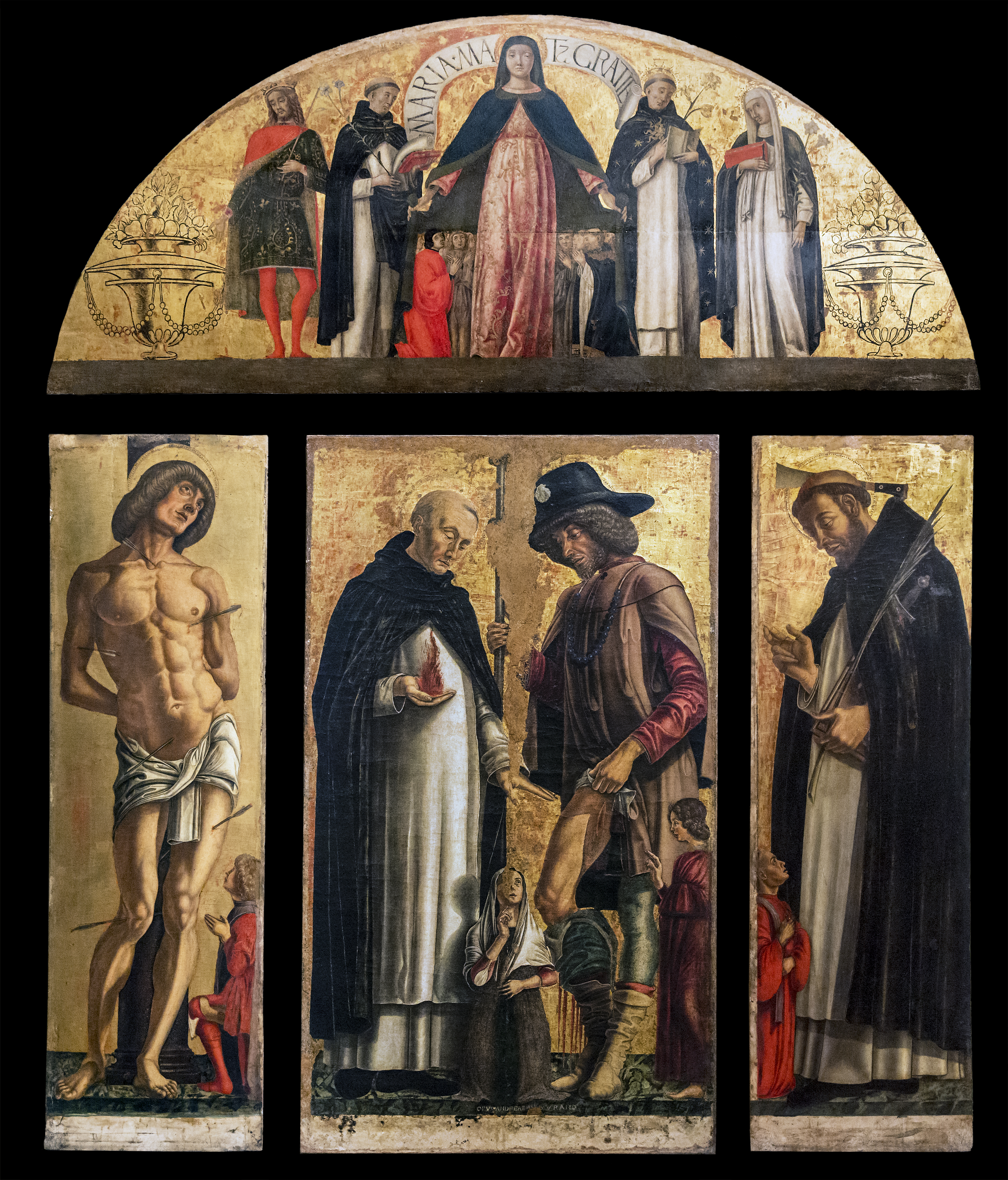
Políptico conservado en la Gallerie dell'Accademia de Venecia.

Andrea di Giovanni, conocido como Andrea da Murano (Murano, activo 1463 - 25 de febrero de 1512) fue un pintor italiano activo en Venecia durante la primera fase del Renacimiento.

## Biografía
La primera noticia documentada que se tiene de Andrea es en 1463, cuando trabajó como dorador en San Zaccaria de Venecia. Parece haber estado muy relacionado con Bartolomeo Vivarini, de quien pudo haber sido alumno. Ambos artistas colaboraron (1468) en la ejecución de un lienzo con Escenas de la Vida de Abraham para la Scuola di San Marco (destruido). En 1472 tenía un taller en Santa Maria Formosa, junto a su hermano Girolamo, tallista. Hacia mediados de la década de 1480 se establecerá en Castelfranco, en tierra firme, donde regentará un próspero taller especializado en la producción de cuadros con el tema de la Sacra Conversazione, muy popular en la época.
Murano fue un artista muy admirado en su tiempo, aunque su fama ha quedado algo oscurecida por los logros alcanzados por los grandes maestros de la siguiente generación. No fue ajeno a las innovaciones introducidas por su contemporáneo Giovanni Bellini, aunque su arte fue siempre fue más conservador, sobre todo en lo que respecta a la organización espacial, muy apegada a los cánones del arte bizantino. Sus figuras poseen una cualidad escultórica que revelan la influencia de Andrea Mantegna, posiblemente a través del conocimiento de sus obras paduanas. También guarda similitudes con el trabajo del florentino Andrea del Castagno, llegando incluso algunas de sus obras a ser erróneamente atribuidas. Su obra maestra tal vez sea la Pala de San Bastian en Trebaseleghe, cerca de Padua, con sus poderosas y expresivas figuras de sólido diseño, aunque algo desgarbadas y encorsetadas dentro de un esquema ya arcaico en el momento en que fueron creadas.

## Obra destacadas
- Políptico: Virgen de la Misericordia y los Santos Vicente Ferrer, Roque, Sebastian y Pedro Mártir (c. 1479, Gallerie dell'Accademia, Venecia)
- Pala de San Bastian (1484-1502, Santa Maria, Trebaseleghe)
- San Antonio (1486, iglesia conventual de los minoritas, Camposampiero)
- San Juan Evangelista (Institute of Arts, Detroit)
- Virgen entronizada con los santos Pedro, Nicolás deBari, Juan Bautista y Pablo (1502, Santuario della Madonna dell' Acqua, Mussolente)